# جان هم
جاناتان دانیل هَم (انگلیسی: Jonathan Daniel Hamm؛ زاده ۱۰ مارس ۱۹۷۱) یک هنرپیشه اهل ایالات متحده آمریکا است. وی از سال ۱۹۹۷ میلادی تاکنون مشغول فعالیت بوده‌است.
از فیلم‌ها یا برنامه‌های تلویزیونی که وی در آن نقش داشته‌است می‌توان به مد من، روزی که دنیا از حرکت بازماند، شرک برای همیشه، مشت ناگهانی، شهر، ساقدوش‌ها و مینیون‌ها، ما سرباز بودیم اشاره کرد.
او در فیلم شهر با بن افلک همبازی شد.
جان هَم پس از این‌که هشت دوره برای بازی در نقش دان دریپر در مجموعهٔ تلویزیونی مد من نامزدِ دریافت جایزه امی شده بود، بالاخره در سال ۲۰۱۵ توانست این جایزه را از آنِ خود کند.

## زندگی‌نامه
مادرش دبورا منشی و پدرش دنیل هم صاحب یک شرکت حمل و نقل بود. زمانی که او دو ساله بود، پدر و مادرش از هم طلاق گرفتند و او تا سن ۱۰ سالگی و زمانی که مادرش بر اثر ابتلا به سرطان روده بزرگ، درگذشت با او زندگی می‌کرد. از آن زمان به بعد با پدرش در کلایتون، میزوری، زندگی کرد، پدرش زمانی که او ۲۰ ساله بود، فوت کرد. جان، دو خواهر به نام‌های جنیفر هاینز و ژولیت سالتی دارد. دوران دبیرستان را در مدرسهٔ جان بوروزس گذراند و در همان دوران به بازی در رشته‌های فوتبال، بیس بال و شنا روی آورد. پس از فارغ‌التحصیلی در سال ۱۹۸۹، هام در دانشگاه تگزاس ثبت نام کرد اما به دلیل رفتار خشونت‌آمیز اخراج شد. پس از آن، هم در دانشگاه میسوری ثبت نام کرد و در سال ۱۹۹۳ در رشتهٔ هنر از این دانشگاه فارغ‌التحصیل شد. او دوست صمیمی پاول راد است.ب

## فیلم‌شناسی

### فیلم
| سال  | عنولن                       | نقش                                 | یادداشت‌ها                        |
| ---- | --------------------------- | ----------------------------------- | -------------------------------- |
| ۲۰۰۰ | گاوچران‌های فضا              | خلبان جوان شماره ۲                  |                                  |
| ۲۰۰۱ | بوسیدن جسیکا استین          | چارلز                               |                                  |
| ۲۰۰۲ | ما سرباز بودیم              | کاپیتان مت دیلون                    |                                  |
| ۲۰۰۶ | ایرا و ابی                  | رونی                                |                                  |
| ۲۰۰۷ | ده                          | کریس کرل                            |                                  |
| ۲۰۰۸ | روزی که دنیا از حرکت ایستاد | دکتر مایکل گرانیر                   |                                  |
| ۲۰۰۹ | یک مرد مجرد                 | هنک آکرلی                           | صدا، ذکر نشده                    |
| ۲۰۰۹ | دزدیده‌شده                   | تام ادکینز سنیور                    |                                  |
| ۲۰۱۰ | شرک برای همیشه              | بروگان                              | صدا                              |
| ۲۰۱۰ | تیم آ                       | مأمور لینچ                          | ذکر نشده                         |
| ۲۰۱۰ | شهر                         | آدام فراولی                         |                                  |
| ۲۰۱۰ | زوزه بکش                    | جیک ارلیش                           |                                  |
| ۲۰۱۱ | مشت ناگهانی                 | قمارباز / دکتر                      |                                  |
| ۲۰۱۱ | ساقدوش‌ها                    | تد                                  | ذکر نشده                         |
| ۲۰۱۲ | دوستان همراه کودکان         | بن                                  | همچنین تهیه‌کننده                 |
| ۲۰۱۳ | کنگره                       | دیلن ترولاینر                       | صدا                              |
| ۲۰۱۴ | بازوی میلیون دلاری          | جی.بی. برنشتاین                     |                                  |
| ۲۰۱۵ | مینیون‌ها                    | هرب اوورکیل                         | صدا                              |
| ۲۰۱۶ | کاملا شگفت‌انگیز: فیلم       | خودش                                | کامئو                            |
| ۲۰۱۶ | چشم‌وهم‌چشمی                  | تیم جونز                            |                                  |
| ۲۰۱۷ | مارجوری پرایم               | والتر پرایم                         | همچنین تهیه‌کنندهٔ اجرایی          |
| ۲۰۱۷ | بیبی راننده                 | جیسون «بادی» ون هورن                |                                  |
| ۲۰۱۷ | آردوارک                     | کریگ نورمن                          |                                  |
| ۲۰۱۸ | نوستالژی                    | ویل بیم                             |                                  |
| ۲۰۱۸ | بیروت                       | میسون اسکیلز                        |                                  |
| ۲۰۱۸ | تگ                          | باب کالاهان                         |                                  |
| ۲۰۱۸ | ساعت روز                    | خودش                                | انگلیسی: Time of Day، فیلم کوتاه |
| ۲۰۱۸ | اوقات بد در ال‌رویال         | لارامی سیمور سالیوان                |                                  |
| ۲۰۱۹ | گزارش                       | دنیس مک‌دونا                         |                                  |
| ۲۰۱۹ | لوسی در آسمان               | مارک گودوین                         |                                  |
| ۲۰۱۹ | بین دو سرخس: فیلم           | خودش                                | کامئو                            |
| ۲۰۱۹ | جیزس می‌غلتاند               | پل دومینیک                          |                                  |
| ۲۰۱۹ | ریچارد جول                  | تام شاو، مأمور اف‌بی‌آی               |                                  |
| ۲۰۱۹ | فال نیک                     | گابریل                              |                                  |
| ۲۰۲۰ | آویشن کوهستان وحشی          | آدام کلی                            |                                  |
| ۲۰۲۱ | حرکت ناگهانی ممنوع          | کارآگاه جو فینی                     |                                  |
| ۲۰۲۲ | تاپ گان: ماوریک             | نایب دریاسالار بو «سایکلون» سیمپسون |                                  |
| TBA  | دفتر گوشه‌ای‌                 | اورسون                              | پس‌تولید                          |
| TBA  | اعتراف کن، فلچ              | ایروین "فلچ" فلچر                   | پس‌تولید؛ همچنین تولیدکننده       |

### گزیدهٔ کارهای تلویزیونی
| سال            | عنوان                 | نقش                      | یادداشت‌ها                                              |
| -------------- | --------------------- | ------------------------ | ------------------------------------------------------ |
| ۱۹۹۷           | الی مک‌بل              | پسر زرق و برق دار در بار | قسمت: «Compromising Positions»؛ ذکر نشده               |
| ۲۰۰۰–۲۰۰۱      | مشیت                  | برت ریدلی                | ۱۸ قسمت                                                |
| ۲۰۰۲           | دختران گیلمور         | پیتون سندرز              | قسمت: «Eight O'Clock at the Oasis»                     |
| ۲۰۰۵           | سی‌اس‌آی: میامی         | دکتر برنت کسلر           | ۲ قسمت                                                 |
| ۲۰۰۵           | افسون‌شده              | جک برودی                 | قسمت: «Ordinary Witches»                               |
| ۲۰۰۶–۲۰۰۷      | یگان                  | ویلسون جیمز              | ۵ قسمت                                                 |
| ۲۰۰۷–۲۰۱۵      | مد من                 | دان دریپر                | ۹۲ قسمت؛ همچنین کارگردان (۲ قسمت) و تولیدکننده         |
| ۲۰۰۸, ۲۰۱۰     | پخش زنده شنبه شب      | خودش (میزبان)            | ۳ قسمت                                                 |
| ۲۰۰۹–۲۰۱۰ ۲۰۱۲ | ۳۰ راک                | دکتر درو برد             | ۷ قسمت                                                 |
| ۲۰۱۰           | سیمپسون‌ها             | دیوید برینکلی            | صدا قسمت: «دانی فتسو»                                  |
| ۲۰۱۰، ۲۰۱۲     | کونان                 | بازرس اف‌بی‌آی             | ۲ قسمت                                                 |
| ۲۰۱۱           | مرغ ربات              | دان دریپر                | ۲ قسمت                                                 |
| ۲۰۱۲           | کمدی بنگ! بنگ!        | صداهای مختلف             | قسمت: «جان هم یک پیراهن آبی روشن و ساعت نقره‌ای می‌پوشد» |
| ۲۰۱۲           | بابای آمریکایی!       | خودش                     | صدا قسمت: «Can I Be Frank (With You)»                  |
| ۲۰۱۲           | فمیلی گای             | خودش                     | صدا قسمت: «نفر ریتینگ»                                 |
| ۲۰۱۳           | برگری باب             | خودش                     | صدا قسمت: «او.تی. توالت بیرونی»                        |
| ۲۰۱۳           | آرچر                  | او. تی                   | صدا ۲ قسمت                                             |
| ۲۰۱۴           | آینه سیاه             | کاپیتان مورفی            | قسمت: «کریسمس سفید»                                    |
| ۲۰۱۴–۲۰۱۵      | پارک‌ها و تفریحات      | مت ترنت                  | ۲ قسمت                                                 |
| ۲۰۱۵–۲۰۲۰      | کیمی اشمیت شکست‌ناپذیر | اد                       | ۱۴ قسمت                                                |
| ۲۰۱۶           | آخرین مرد روی زمین    | ریچارد وین گری وین       | قسمت: «تم ژنرال بیست با کبرا»                          |
| ۲۰۱۷           | باب‌اسفنجی شلوارمکعبی  | دارل                     | صدا قسمت: «خداحافظ کربی پتی؟»                          |
| ۲۰۱۸           | لژیون                 | دان گروپر                | صدا ۷ قسمت                                             |
| ۲۰۱۸           | بری                   | راوی                     | قسمت: «Chapter Four: Commit … to YOU»                  |
| ۲۰۱۹           | فال نیک               | خودش                     | ۵ قسمت                                                 |
| ۲۰۲۰–۲۰۲۱      | زیاد ذوق‌زده نشو       | خودش                     | ۲ قسمت                                                 |
| ۲۰۲۱           | شکست‌ناپذیر            | استیو                    | صدا ۲ قسمت                                             |
| ۲۰۲۱           | مارولز ام.او.دی. کی   | مرد آهنی                 | صدا ۴ قسمت                                             |